# 基因轉換

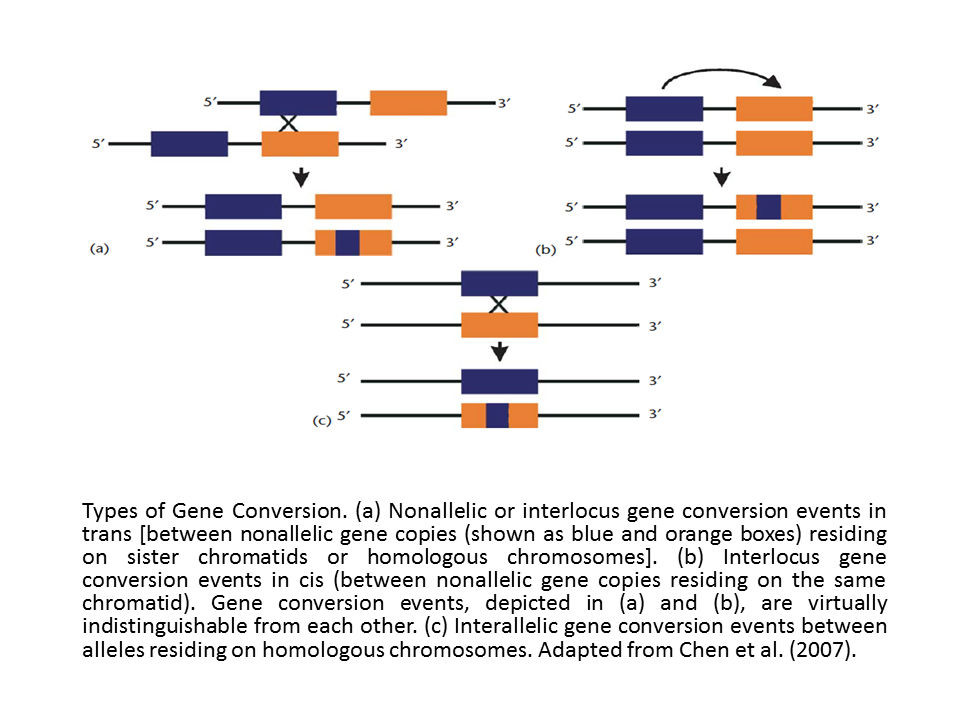
不同類型的基因轉換。基因轉換可能發生在同一染色體內部，也可能發生在不同染色體之間

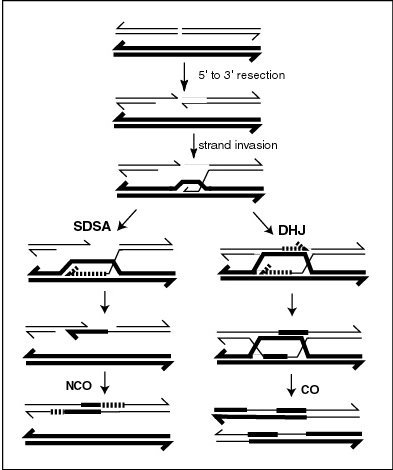
染色體發生互換時可能以合成依賴性股黏合（SDSA）或雙霍利迪交叉（DHJ）途徑完成同源重組，兩者皆可能造成基因轉換

基因轉換（Gene conversion）是生物基因組中一段DNA序列將另一段與其同源的DNA序列取代的機制，可在減數分裂時發生在異型合子之同源染色體上對應的基因之間（allelic gene conversion），造成配子細胞在該基因座的非孟德爾式遺傳，也可在其他狀況下發生在基因組中同源（同基因家族）的兩基因（如基因簇或串連重複基因中的數個基因）之間（ectopic gene conversion），使各基因序列趨於一致，造成協同演化。
減數分裂時同源染色體會發生互換，首先Spo11蛋白在一個染色體的DNA上造成雙股斷裂（DSB），接著斷裂DNA的3'端入侵另一染色體的DNA，可以合成依賴性股黏合（SDSA）或雙霍利迪交叉（DHJ）途徑完成同源重組，兩者均可能造成基因轉換的結果。
基因轉換發生時，兩同源基因間轉換的方向有時不是隨機的，許多生物有GC偏向基因转换（GC-biased gene conversion，gBGC）的現象，即兩同源基因爲G/C : A/T時，基因轉換較傾向以G/C的基因版本取代A/T的版本，此現象會造成互換位點的GC含量提高，有研究顯示染色體各區域的互換率與GC比成正相關，即互換率較高的重组热点（如哺乳動物性染色體上的偽體染色體區）的GC比較高，也有研究顯示tRNA基因、核糖體DNA與組蛋白基因等組成基因簇或串連重複基因而經常發生基因轉換的基因GC比皆相對較高。
基因組中的假基因也可能與其同源且尚能編碼蛋白的基因發生基因轉換，使後者的序列發生改變，例如人類SIGLEC-11基因5'端的序列即來自一個假基因與其發生基因轉換的結果，此基因轉換僅在人屬發生，改變了其編碼的蛋白與某些唾液酸的結合能力，與黑猩猩等其他人科動物相較之下，人類腦部的小膠質細胞大量表現了SIGLEC-11蛋白。
免疫系統中B細胞成熟的過程中也會發生基因轉換，與體細胞超突變同為增加抗體序列多樣性的機制。